# Emotionsappell
Als Emotionsappell oder Gefühlsappell (lateinisch argumentum ad passiones, englisch appeal to emotion, argument by vehemence oder for the children) bezeichnet man in der Argumentationstheorie und Rhetorik ein unsachliches Argument (Red Herring), mit dem Diskussionsgegner bzw. das Publikum von seinem berechtigten Interesse an einer sachlich und logisch stichhaltigen Begründung abgelenkt und stattdessen mit einer Emotion bedient werden soll.

## Liste von Emotionsappellen
Emotionsappelle gibt es in verschiedenen Varianten. Diese können nach den Gefühlen unterschieden werden, welche sie ansprechen. 
| Emotion  | Bezeichnung des Emotionsappells | Beispiel | Kommentar |
| -------- | --- | --- | --- |
| Angst    | Argumentum ad metum; Furchtappell | „Nur eigene Bewaffnung senkt die Kriminalitätsrate. Oder willst Du, dass Du und Deine Familie von Mördern, Räubern und Vergewaltigern ermordet und missbraucht werden?“ | Das argumentum ad metum arbeitet mit dem Erwecken von Ängsten und Befürchtungen, die mit einer Position verbunden werden (sollen). |
| Angst    | - Konsequenzargument (lateinisch argumentum ad consequentiam) - Drohung (lateinisch argumentum ad baculum)                                     | „Ihr wollt doch nicht, dass wir so enden?!“ | Angst entsteht durch die Erwartung, dass sich gegebene Lebensumstände verschlimmern. |
| Hass     | Argumentum ad odium | „Ausländer nehmen uns die Arbeitsplätze weg. Sie sind an allem schuld, was in diesem Staat schiefläuft, lasst euch das nicht länger gefallen.“ oder „Banken enteignen; die Banken sind an allem schuld.“                                                                                  | Das argumentum ad odium versucht, anstatt zu überzeugen, Hassgefühle zu schüren oder appelliert an bereits vorhandene Hassgefühle. |
| Hoffnung | Ein solches Wunschdenken stellt beispielsweise der Glaube an die sogenannte Alternativmedizin, ein Leben nach dem Tod oder Prädestination dar. | „Das funktioniert bestimmt! Da bin ich mir sicher.“ | Hoffnung ist die Erwartung einer Verbesserung eines Zustands. Eine Variante ist die Erleichterung, bei der es sich um eine aus einer Angst hervorgegangene Variante der Hoffnung handelt. Hoffnung beeinflusst die Wahrnehmung dadurch, dass man weniger achtsam und kritisch wird und zu einem Wunschdenken führt. |
| Humor    | Verspottung (lateinisch ab absurdo) | „Vegetarier vermehren sich nicht, sie pflanzen sich fort.“ | Humor kann dazu verwendet werden, um ein Zusammengehörigkeitsempfinden und damit Stolz zu erzeugen, sowie dazu andere abzuwerten, um Abscheu zu erzeugen. |
| Mitleid  | Argumentum ad misericordiam | - „Niemand hat deinen Geldbeutel gestohlen; du hast ihn verloren. Warum verdächtigst du einen armen und missbrauchten Menschen?“ - „X war so stark gestresst, dass man versteht, warum er so handelte.“ - „Bevor du den Präsidenten kritisierst, denk daran, wie schwierig sein Amt ist.“ | Mit Hilfe des argumentum ad misericordiam wird Mitleid genutzt, um eine rationale Evaluation der Behauptung oder weiteres Nachhaken zu unterbinden. |
| Neid     | Argumentum ad invidiam | „Dein Kollege behauptet, wir brauchten zur besseren Effizienz eine neue Datenbank. Schau mal, der bekommt viel mehr Gehalt als du, obwohl du genauso viel arbeitest. Willst du wirklich dessen Position unterstützen?“                                                                    | Das argumentum ad invidiam appelliert an Neid, Bosheit und Rache. |
| Stolz    | - Schmeichelei - Patriotismus | „Wir sind einfach die Besten!“ | Stolz ist das Gegenstück zur Abscheu. Während bei der Abscheu eine andere Person abgewertet wird, wird beim Stolz die eigene Person aufgewertet, um eine relative Überlegenheit zu empfinden. |
| Wut      | Rache | - „Vergewaltigung ist ein abscheuliches Verbrechen, das keine Menschen, sondern nur Monster begehen können.“ - „Da hinter jeder Ecke jemand auf euch lauern kann, der eine Waffe bei sich hat, sollten jeder Mensch ein Recht auf eine Feuerwaffe haben.“                                 | Wut entsteht aus Angst sowie der zugehörigen Hoffnung, die erwartete Verschlechterung durch das eigene Handeln beeinflussen zu können. Wut dient also dazu, Personen zu mobilisieren, um eine Veränderung zu erreichen.                                                                                             |